# José García-Berlanga Pardo
José García-Berlanga Pardo   (Utiel, 30 de maig de 1886 - 1952) fou un advocat i polític valencià, diputat a les Corts Espanyoles durant la restauració borbònica i durant la Segona República Espanyola.

## Biografia
És fill del polític Fidel García Berlanga i pare del cineasta Luis García Berlanga. Llicenciat en dret per la Universitat de València, fou empresari del sector vitícola. Militant del Partit Liberal, fou diputat pel districte de Requena a les eleccions generals espanyoles de 1914, 1916, 1918, 1919 i 1923, formant part de la fracció de Manuel García Prieto.
Fou també diputat per València pel PURA a les eleccions generals espanyoles de 1931 i 1933. Durant uns dies de 1931 també va ser governador civil d'Alacant. Va revalidar el seu escó a les eleccions generals espanyoles de 1936 com a representant d'Unió Republicana, que formava part del Front Popular. Tot i això, en esclatar la guerra civil espanyola fou perseguit per la FAI de Requena i hagué d'amagar-se primer a València i després a Tànger. En acabar la guerra fou condemnat a mort, però li fou commutada la pena i va romandre a la presó fins al 1952.